# Odontomyia albomaculata
Odontomyia albomaculata är en tvåvingeart som beskrevs av Macquart 1838. Odontomyia albomaculata ingår i släktet Odontomyia och familjen vapenflugor. Inga underarter finns listade i Catalogue of Life.